# Gradovi in mestno obzidje kralja Edvarda I. v Gwyneddu
Dvorci in grajska obzidja kralja Edvarda v Gwyneddu so skupina štirih fortifikacijskih zgradb angleškega kralja Edvarda I. v Walesu, ki so bili kot izjemni primeri vojaške arhitekture iz 13. stoletja leta 1986 vpisani na Unescov seznam svetovne dediščine.
Zaščiteni spomeniki so:
| Slika | Ime                                              | Lokacija   | Provinca | Koordinate                                | Opombe |
| ----- | ------------------------------------------------ | ---------- | -------- | ----------------------------------------- | --- |
|       | Grad Beaumaris                                   | Anglesey   | Gwynedd  | 53°15′53″N 4°05′23″E / 53.2648°N 4.0897°E | Oblikoval ga je James iz St. Georgea, gradnja se je začela leta 1295, nikoli ni bil dokončan. Namen je bil, da skupaj z drugimi dvorci sestavlja obroč okrog valižanskega kraljevega doma Garth Celyn. |
|       | Grad Caernarfon (valižansko: Castell Caernafron) | Cearnarfon | Gwynedd  | 53°08′21″N 4°16′36″E / 53.1393°N 4.2768°E | Najveličastnejši od vseh dvorcev v Walesu je bil skromna utrdba že v 11. stoletju. Navdih za njegovo obzidje je bilo obzidje Konstantinopla; zgrajen je bil med letoma 1283 in 1330. Večkrat so ga poškodovali valižanski uporniki, v 16. stoletju je izgubil pomen. Med angleško državljansko vojno so ga zasedli lojalisti, parlamentarci so ga oblegali trikrat. Obnovljen je bil v 19. stoletju in leta 1911 uporabljen za inavguracijo valižanskega princa. |
|       | Grad Conwy                                       | Conwy      | Gwynedd  | 53°16′48″N 3°49′32″E / 53.28°N 3.8255°E   | Ta dvorec na severni obali Walesa je bil zgrajen med letoma 1283 in 1289. Zamenjal je starejšo angleško utrdbo grad Deganwy kralja Henrika III., ki so ga uničili Valižani. |
|       | Grad Harlech                                     | Harlech    | Gwynedd  | 52°51′36″N 4°06′33″E / 52.86°N 4.1091°E   | Ta ovalni dvorec na obali Irskega morja ima znamenit masivno utrjeni portal. Bil je večkrat oblegan, a od 1404 do 1409 tudi prestolnica svobodnega valižanskega kraljestva. Med vojno rož je obleganje dvorca trajalo sedem let. Med angleško državljansko vojno je bil zadnje oporišče lojalistov. Tisti dan, ko je padel, je bil v njem tudi sam kralj Karel I.                                                                                                |

Kralj Edvard I. je v celoti zgradil ali obnovil osem dvorcev oziroma gradov v Walesu: grad Aberystwyth, grad Beaumaris, grad Builth, grad Caernarfon, grad Conwy, grad Flint, grad Harlech, grad Rhuddlan. Obnoviti je dal tudi valižanske dvorce Castell y Bere, Criccieth, Dolwyddelan in Hope.